# Lovina Beach
Lovina Beach (ou tout simplement Lovina) est une zone côtière sur la côte nord de l'île de Bali, en Indonésie, qui comprend les villages de Temukus, Kalibukbuk et Anturan. Située dans le kabupaten de Buleleng, à l'ouest de Singaraja, le chef-lieu, Lovina attire de plus en plus les touristes, mais reste moins fréquentée que les lieux touristiques traditionnels du sud de l'île.
La région tire son nom d'une maison appartenant à Pandji Tisna, un bupati (préfet) de Buleleng et pionnier du tourisme à Bali au début des années 1950.
Activité typique : embarquement à l'aube vers le large de la côte pour observer les dauphins.
Activités Aquatiques
Snorkeling à Lovina

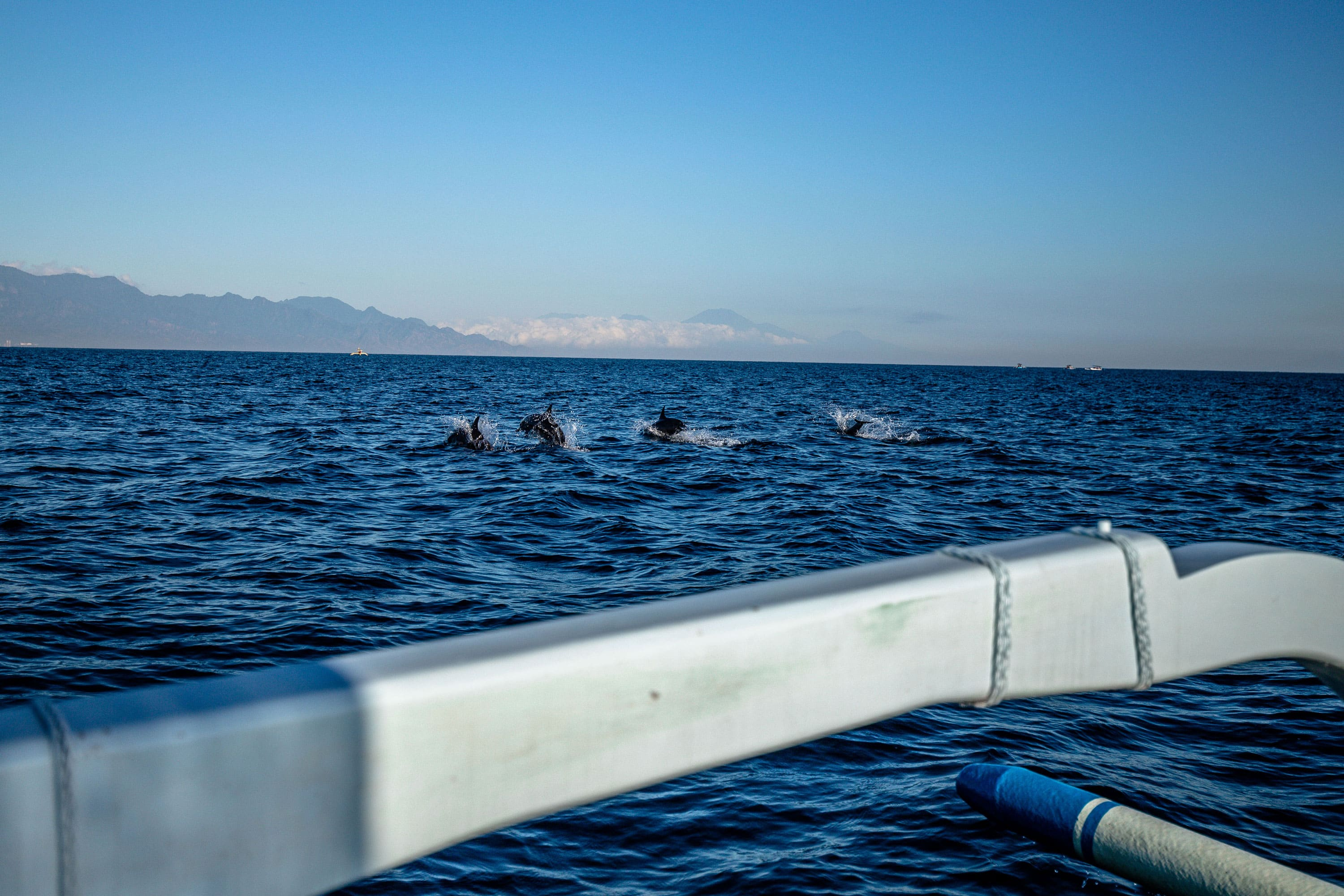
Banc de dauphins au large de Lovina

Les eaux claires et peu profondes de Lovina sont parfaites pour le snorkeling. Vous pouvez explorer les récifs coralliens colorés et la vie marine diversifiée en snorkeling à Lovina, offrant une expérience immersive dans la beauté sous-marine de Bali .
Surf à Lovina
Pour les amateurs de surf, Lovina offre également quelques spots intéressants, notamment à Banyualit Beach. Que vous soyez débutant ou expérimenté, vous trouverez des vagues adaptées à votre niveau pour profiter d’une session de surf inoubliable à Lovina.

Cette activité est toutefois décriée par les défenseurs des animaux. Certes, partir à l’aube en bateau et voir le soleil se lever sur la côte est un spectacle inoubliable. Néanmoins la pratique d’approche des dauphins ne se fait pas toujours de manière respectueuse. Cette activité a pris de l'ampleur ces dernières années. Les bateaux de plus en plus nombreux foncent sur le premier banc de dauphins en vue, sans même couper leur moteur une fois à proximité. Résultat : de moins en moins de dauphins sont visibles dans la zone.

## Galerie

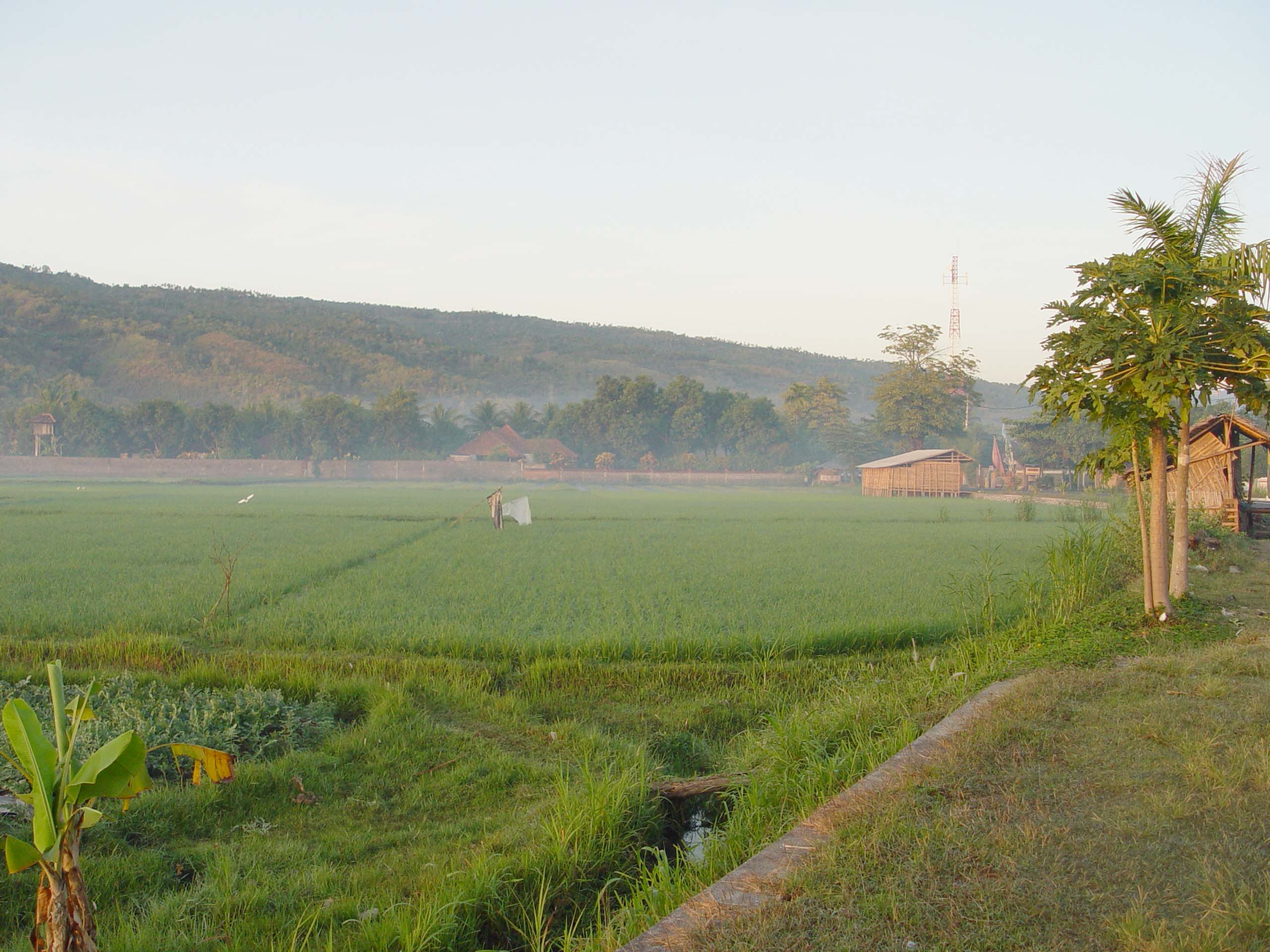
Paysage de Lovina dans la brume matinale
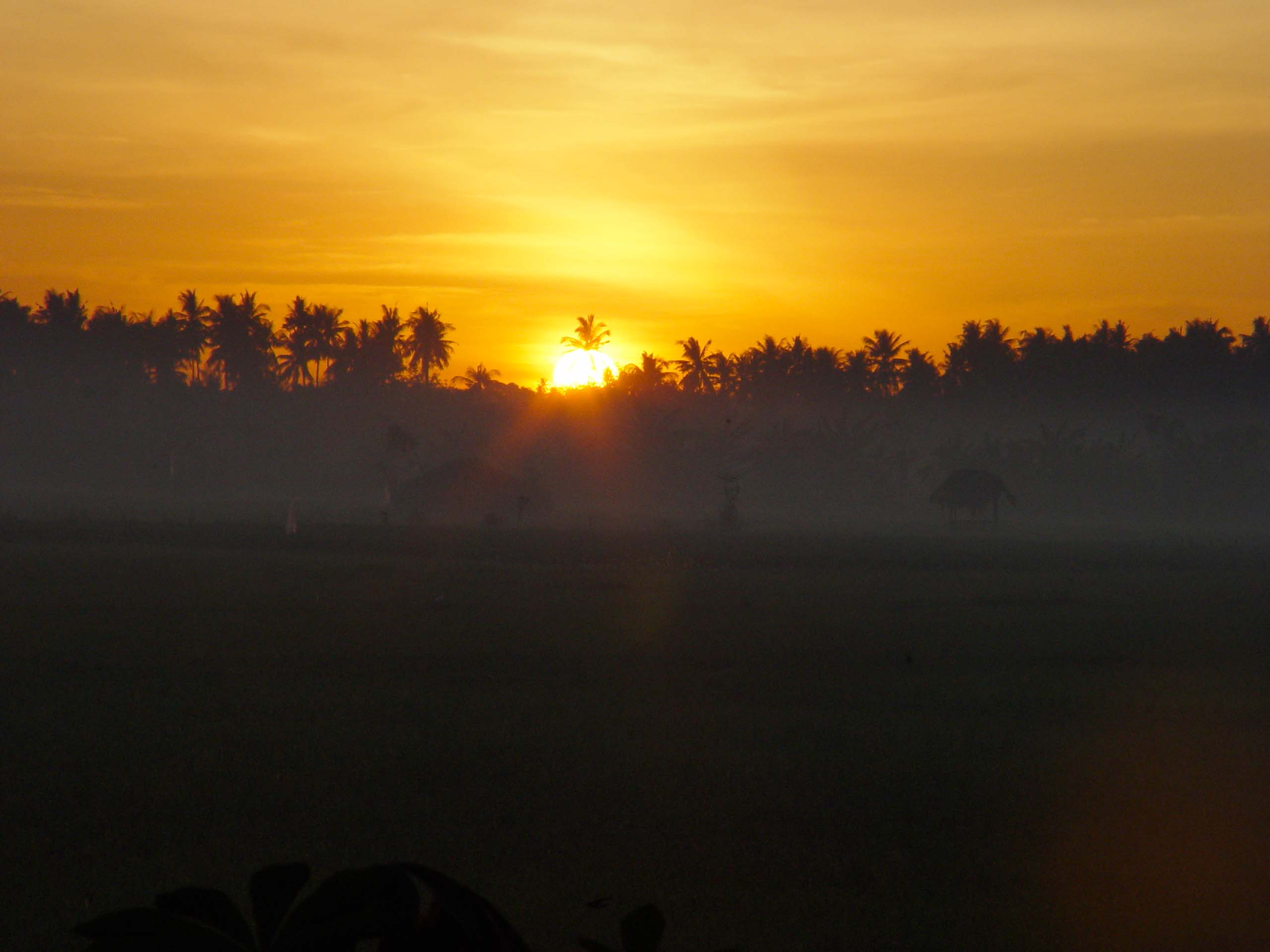
Coucher de soleil à Lovina
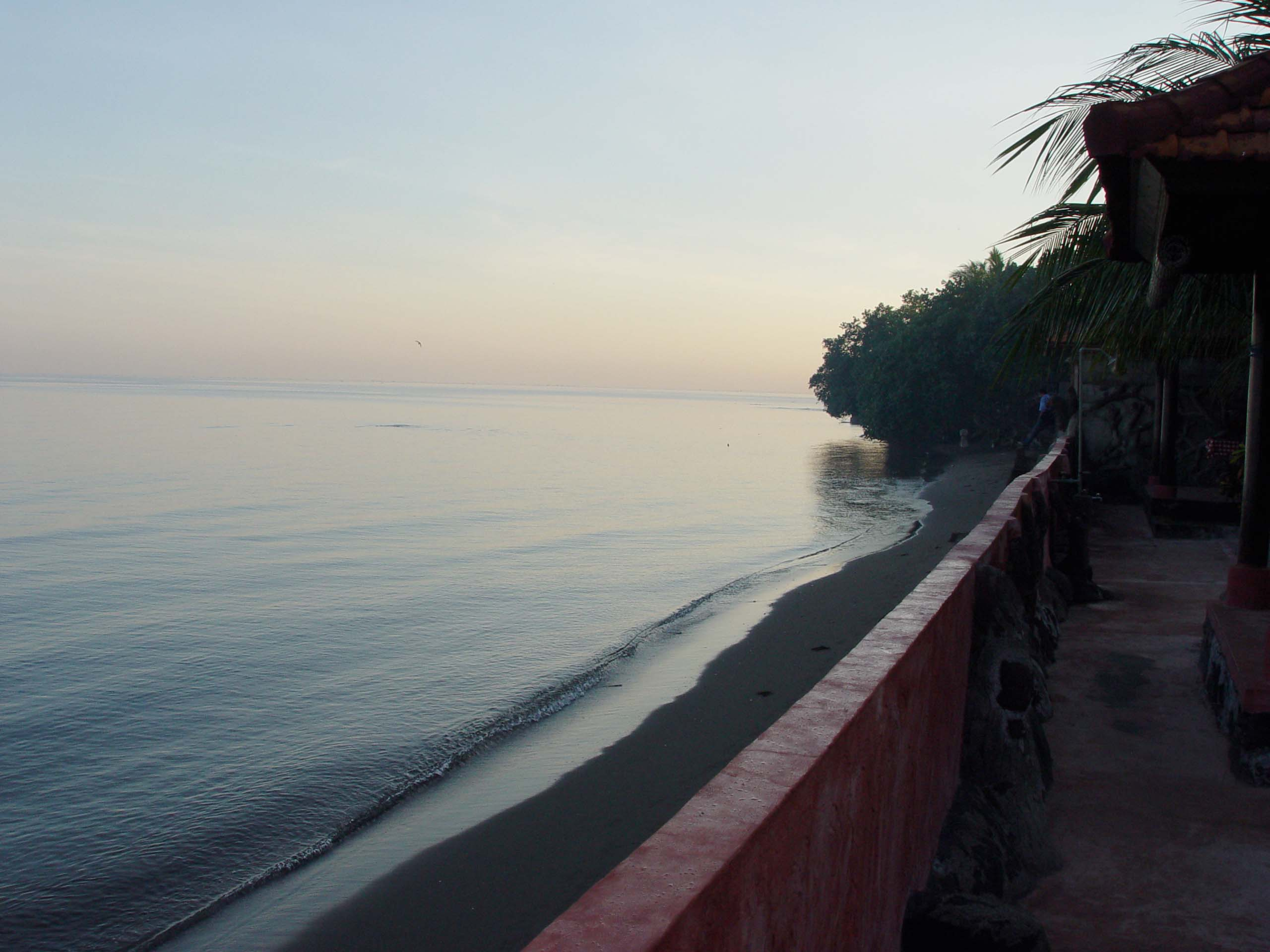
Un matin sur Lovina Beach